# Aborigines (Italien)
Nach traditioneller römischer Überlieferung waren die Aborigines die frühesten Einwohner Latiums. Die Etymologie des Namens ist unsicher. Die heutige Deutung als Ureinwohner (zu lat. ab origine „von den Ursprüngen her“) ist aus antiker römischer Zeit nicht nachweisbar. Eine antike griechische Bezeichnung für die Aborigines war Βορείγονοι (Boreígonoi „aus dem Norden Herstammende“). Angenommen wurde auch eine onomatische Entwicklung des Namens Aberrigenes (zu lat. aberrare „herumirren“), Bezug nehmend auf eine mögliche nomadische Lebensweise, hin zu Aborigines.
Schon bei den antiken Schriftstellern war die Herkunft der Aborigines umstritten. Einige Autoren hielten sie für die autochthone Bevölkerung Latiums, andere für zugewanderte Ligurer oder Griechen. Sie kamen aus dem Gebiet von Reate und verdrängten die Sakrani oder die Sikeler aus Latium und besiegten die Umbrer. Sallust beschreibt sie als unkultiviert, andere Quellen beschreiben jedoch ein monarchisch organisiertes Gemeinwesen. Mehrere Könige – von denen viele zu Göttern wurden – werden genannt: Saturnus, Thybris, Faunus, Aventinus, Picus und Latinus, dem das Latium angeblich seinen Namen verdankt.
In der Überlieferung erscheinen die Aborigines gemeinsam mit den Trojanern als Stammvolk der Latiner. Dabei zeigt die Überlieferung eine Mischung aus Gründungsmythos und fiktiver Geschichtsschreibung. Es gibt verschiedene Überlieferungen, die die Aborigines teils als Gegner, teils als Verbündete der Trojaner beschreiben.
Bei Iustinus wird auch Romulus als Aborigine genannt.